# Avant-garde metal
L'avant-garde metal, chiamato anche experimental metal, metal d'avanguardia o metal sperimentale è un sottogenere della musica heavy metal caratterizzato da un largo impiego di elementi avanguardistici, sonorità, strumenti, tecniche e strutture che escono fuori dagli schemi tradizionali del genere, talvolta fondendo elementi tipici della musica heavy metal con qualsiasi genere musicale: dal free jazz al metal estremo; dalla musica classica a quella elettronica e d'ambiente.
Alcune degli esponenti dell'avant-garde più noti sono Arcturus, Solefald, Ulver, Fleurety, Unexpect, Dir en grey, Sigh, Maximum the Hormone, Boris, Ved Buens Ende, Celtic Frost, Dødheimsgard, In the Woods... e Mr. Bungle.
L'esistenza di questo genere è stata spesso messa in discussione per via della sua complessa eterogeneità musicale, dal momento che non costituisce un genere vero e proprio nel senso stretto del termine come invece avviene per gli altri generi dell'heavy metal.
Pionieri del genere sono considerati gli svizzeri Celtic Frost, che nell'album Into the Pandemonium, incorporarono a sonorità thrash metal, elementi atipici, come orchestrazioni, voci femminili, drum machine e stili vocali provenienti da vari generi; inoltre, tra i pionieri si possono annoverare anche band come Gorguts, Boris, Earth, Helmet, Mayhem, maudlin of the Well, Neurosis, Sunn O))), Mr. Bungle, Today Is the Day e Voivod.

## Caratteristiche
La fondamentale caratteristica predominante di questo genere è la complessa eterogeneità dal punto di vista stilistico, che a differenza degli altri generi musicali dell'heavy metal, in cui possono essere riconosciuti dei tratti distintivi e caratterizzanti, l'Avant-garde si presenta come un insieme non chiaramente definito di sonorità e, naturalmente, di concezioni musicali; per questo motivo fornirne una descrizione generale è particolarmente difficile.
Nella fattispecie, l'avant-garde metal è un termine generico spesso adoperato per indicare un ampio raggio di stili musicali di vari artisti all'interno della musica heavy metal che si differenziano dai canoni tipici del genere per la notevole presenza di elementi musicali atipici e non-convenzionali.
È opportuno precisare che non esistono delle caratteristiche comuni per tutti gli artisti comunemente definiti come avant-garde metal, dal momento che ognuno decide di sperimentare nuove sonorità a seconda delle proprie intenzioni, le quali possono essere infinite.
L'avant-garde metal non è altro che il corrispettivo heavy metal del rock sperimentale: il nome stesso "avant-garde", termine francese per "avanguardia", fa senza dubbio riferimento all'unica caratteristica fondamentale di questo genere di spingersi al di là dei canoni tipici di questa musica proponendo nuove concezioni, idee, composizioni e sonorità. Non mancano influenze da altri, sennonché svariati, generi musicali, i quali tendendono ad inserirsi e a mescolarsi fra di loro, a volte anche destrutturando le composizioni stesse.

## Dibattiti sul genere
Sebbene questo genere fosse presente subliminalmente da diversi anni nel mondo del metal, si è iniziato a parlare di "avant-garde metal" solo recentemente per definire questo tipo di musica. 
Alcuni fattori, come un grande sfoggio di tecnica durante l'esecuzione dei brani, la marcata ibridazione con soluzioni musicali di nicchia ed il frequente uso di aspetti compositivi che esulano dalle comuni concezioni di armonia e melodia, rendono l'avant-garde metal un genere apprezzato da un pubblico molto ristretto e, di conseguenza, poche persone riescono a conoscerlo a fondo ed a distinguerne i tratti essenziali. È assai frequente che questo stile venga confuso con altre correnti musicali di tipo sperimentale come per esempio il progressive metal, il progressive rock, la musica jazz fusion, il technical thrash metal o il technical death metal.
Un'accusa spesso rivolta a questo tipo di musica avanguardista è quella proveniente dai sostenitori più tradizionalisti del genere da cui proviene, il metal estremo: questi ultimi sono soliti ritenere che essa non sia altro che una inutile perversione del "vero" black metal, un genere in cui la musica viene volutamente suonata in modo grezzo e minimale, evitando ricercatezze ed elaborazioni di ogni tipo. Tuttavia, non si può affermare che ciò sia vero: alcuni lavori dei Celtic Frost, inizialmente vennero etichettati come avant-garde metal, seppure attualmente la critica sia convenuta a catalogarli come black metal e thrash metal tradizionali.